# Справа «Трьох китів»
«Меблева справа», або справа «Трьох китів» отримала широкий розголос завдяки міжвідомчим конфліктам між «силовими» і митними органами Росії. В основі справи — контрабанда італійських меблів у період з 1999 по 2000 рік товариством з обмеженою відповідальністю «Ліга Марс» для реалізації меблевими центрами «Гранд» і «Три кити». Оцінки суми недоотриманих митних платежів різняться від 550 тис. рублів, згідно з прокуратурою, до 8 млн доларів, згідно з митним комітетом. Контрабанда здійснювалася шляхом заниження ваги, внаслідок чого вартість товару падала в 3-7 разів.

## Початкове розслідування МВС
У серпні 2000 року співробітники Державного митного комітету (ДМК) закрили меблевий магазин «Три кити» і заарештували партію меблів, поставлену компаніями ТОВ «Бастіон» та ТОВ «Ліга Марс», звинувативши постачальників у контрабанді.
У вересні 2000 року було порушено кримінальну справу про контрабанду через ТОВ «Ліга Марс», у жовтні вести цю справу взявся Слідчий комітет при МВС РФ.
Протягом півтора місяців осені 2000 року слідчим комітету МВС Павлом Зайцевим були отримані свідчення про причетність до справи співробітників центрального апарату ФСБ. Згідно з Романом Шлейновим, протокол телефонного прослуховування, організованого за рішенням Мосміськсуду, виявив розмову, в якій згадувалася зустріч власника «Трьох китів» Сергія Зуєва, замішаного у справі, з президентом Володимиром Путіним. Згідно зі статтею Шлейнова 2006 року, один з керівників слідчого комітету МВС показав на суді, що невизначені особи заплатили прокурорам хабар близько 2 мільйонів доларів за припинення справи. Це свідчення збіглося з протоколом прослуховування. Один зі свідків показав, що помічник начальника департаменту економічної безпеки ФСБ намагався вплинути на розслідування.
У листопаді 2000 року справу було витребувано на перевірку Генеральною прокуратурою РФ і через деякий час було закрито.
У жовтні 2001 року керівництво ДМК знову назвало Зуєва організатором контрабандної мережі і в тому ж місяці Центральна оперативна митниця порушила проти нього кримінальну справу за звинуваченням в ухиленні від сплати митних платежів, після чого ця справа також була витребувано для перевірки Генпрокуратурою РФ.
За попередніми результатами розслідування Нової газети, в конфлікт при розслідуванні контрабанди виявилися залучені, з одного боку, МВС та державна митниця, а з іншого боку — ФСБ (зокрема, заступник директора, начальник департаменту економічної безпеки Юрій Заостровцев) і Генпрокуратура.

## Звинувачення проти слідчого МВС та працівників Митного комітету
У грудні 2000 року Генпрокуратура порушила кримінальну справу проти слідчого МВС Зайцева за невиправдані затримання громадян.
Генпрокуратура залучила до кримінальної відповідальності також двох високопоставлених співробітників Митного комітету, Марата Файзулліна і Олександра Волкова.
27 травня 2003 року в лікарні був застрелений свідок захисту Файзулліна і Волкова, президент асоціації «Меблевий бізнес» Сергій Переверзєв. І суддя, і Переверзєв отримували анонімні погрози.
4 червня 2003 року Дорогоміловський суд Москви виправдав Файзулліна і Волкова.
Суддя Московського міського суду Ольга Кудешкіна, повторно розглядала позов прокуратури до Зайцева, на початку грудня 2003 року подала у Вищу кваліфікаційну колегію суддів заяву про тиск на неї Голови суду Ольги Єгорової та про незаконні телефонні переговорах Голови з заступником генпрокурора Бірюковим. У підсумку Кудешкіна була позбавлена статусу судді.
У серпні 2004 року Верховний суд засудив слідчого Зайцева до двох років умовно. Однак головуючий суддя Галіуллін висловив окрему думку про відсутність складу злочину в діях слідчого Зайцева, оскільки аргументи на користь арештів підозрюваних спростовані не були. У червні 2005 року судимість Зайцева була анульована. 3 вересня 2009 року Павло Зайцев був відновлений на посаді.

## Інші події
За даними слідчого МВС Зайцева, до Разміка Саркісяна, директора заводу, де працювала його дружина, навідувалися співробітники ФСБ і пропонували продати їм компромат на Зайцева. Через кілька місяців після задокументованої розповіді Зайцеву директор заводу був убитий.
3 липня 2003 року Юрій Щекочихін, заступник головного редактора «Нової газети», який проводив журналістське розслідування «меблевої справи», помер від швидкоплинного алергічного шоку. В його організмі був знайдений отруйний фенол. За рік до цього в своєму відкритому листі президенту Путіну Щекочихін заявив, що працівники ФСБ нав'язували затриманому співробітникові ГРУ В'ячеславу Жарко неправдиве зізнання в отриманні, спільно з тодішнім заступником генерального прокурора Михайлом Катишевим, хабарів від Бориса Березовського через Щекочихіна. Щекочихін заявив, що Жарко, бувши співробітником податкової поліції Санкт-Петербурга, розслідував «фінансову авантюру» Путіна і заступника голови уряду Олега Сосковця. Згідно з листом, Жарко передав Щекочихіну документи, що підтверджують заходження кораблів без митного огляду на бази ВМФ Леб'яжий і Ломоносово з дозволу Путіна і Сосковця. Щекочихін написав, що співробітники ФСБ запитували Жарко про документи «фінансової авантюри». У своєму листі Щекочихін висловив здивування, що його телефони прослуховуються, і що ФСБ допитувала Павла Зайцева у зв'язку з публікацією Щекочихіним в «Новій газеті» статті про справу «Трьох китів».
Роль Жарко вступила в суперечність[уточнити] зі зробленим ним через декілька років заявою, що в кінці 1990-х років він збирав інформацію для Березовського, користуючись службовим становищем, а з 2003 року співпрацював з англійськими спецслужбами.
ФСБ і Генпрокуратура намагалися вилучити роздруківку телефонних прослуховувань, організованих у справі про «Трьох китів» рішенням Мосміськсуду, що зберігалася в ГУБЕЗ ДУВС Московської області.
Ольга Анурова, яка працювала у фірмі «Інтер-Дойс», замішаній у справі, згодом перейшла у фірму «Берінг Консалтинг», що отримала гроші з рахунку передвиборної кампанії Путіна. Існують підозри, що засновником фірми є колишній однокласник Путіна, співробітник спецслужб Олександр Романов.

## Нове продовження
У 2002 році на підставі запиту депутатів Державної Думи РФ справу «Трьох китів» було відновлено.
Власник «Трьох китів» Сергій Зуєв та інші чотири фігуранти були арештовані в червні 2006 року за підозрою в контрабанді. Справу вів слідчий прокуратури Ленінградської області Володимир Лоскутов. Незадовго до цього був відправлений у відставку генеральний прокурор Володимир Устинов і відбулися обшуки в митних і спеціальних службах.
На початку вересня 2007 р. начальник Управління оперативного забезпечення Федеральної служби з контролю за оборотом наркотиків (ФСКН) Олександр Бульбов і кілька його колег були затримані співробітниками ФСБ РФ. Бульбова і його соратників звинувачували в незаконному прослуховуванні телефонних переговорів при розслідуванні ними справи про контрабандне постачання меблів у торговий дім «Три кити». Співробітники ФСКН стверджували, що вони підозрювали, що контрабандисти користувалися заступництвом високопоставлених корумпованих співробітників ФСБ. Бульбов також був звинувачений в отриманні і даванні хабарів і відмиванні грошей.
1 квітня 2010 року Наро-Фомінський міський суд засудив Зуєва до восьми років позбавлення волі. Також терміни від чотирьох до семи років отримали Леладзе, Латушкін і Саєнко. Інші обвинувачені отримали умовні терміни.